# Innu

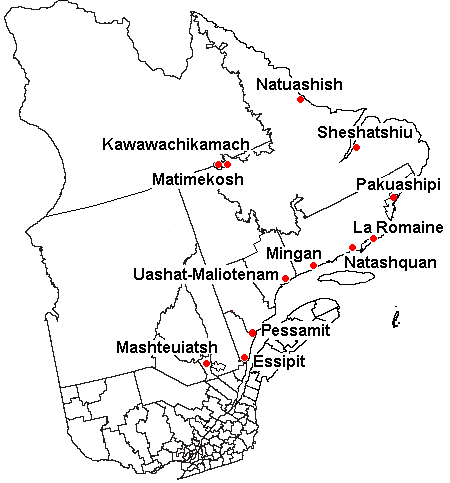
Innusamhällen i Québec och Labrador.

Innu är den ursprungsbefolkning som lever i vad de själva kallar Nitassinan, det vill säga större delen av Québec och Labrador i östra Kanada. Det finns mellan 15 000 och 20 000 innuindianer (2003). Deras jägar- och samlarsamhällen, uppbyggda kring deras byar av djurskinnstält, har funnits i området i flera tusen år. Traditionellt har de försörjt sig på renjakt, och för innu är renen av stor kulturell betydelse. Deras språk, innu-aimun, talas över hela Nitassinan med vissa dialektala skillnader.

## Släktskap
Innufolket delas ofta och felaktigt upp i två samhällen – Montagnais (franska: "bergsfolket") som lever längs med Saint Lawrencevikens kust samt Naskapi (innu-aimun: "inlandsfolket") som lever längre norrut. Naskapi kallar sig själva "Iiyuu" och är mer besläktade med indianerna vid Davis Inlet i Labrador än med Montagnais i söder. Båda grupperna ogillar de europeiska namnen och distinktionen mellan de två är något som franska kolonister hittat på. Likheten mellan "innu" och "inuiter", ett folk som lever långt norröver, till trots finns ingen som helst släktskap mellan de två folken (även om giftermål med naskapi blivit vanligare på senare tid).

## Konflikter
Innu har aldrig officiellt avträtt sitt land till Kanada. Sedan 1950-talet har Kanadas regering och den katolska kyrkan försökt "civilisera" innufolket och förmå dem att överge sitt nomadiska liv och bosätta sig i permanenta läger. I dessa läger har alkoholism, drogmissbruk bland barn, hustrumisshandel och självmord blivit ett stort problem. Mellan 1990 och 1997 begicks i genomsnitt 89 självmord per 50000 invånare i Davis Inlet, Labrador – tolv gånger genomsnittet i Kanada.
Survival International menar att den kanadensiska politiken strider mot internationella lagar och hindrar innufolket från att leva enligt sina traditioner. Man drar till och med paralleller med hur Folkrepubliken Kina behandlar folket i Tibet.

## Berömda Innu-indianer
Innunationens förmodligen mest berömda medlemmar är de i folkrockduon Kashtin.

## Nitassinan
Nitassinan, Innuindianernas traditionella hemland, täcker östra delen av Labradorhalvön.